# Hypolytrum leptocalamum
Hypolytrum leptocalamum är en halvgräsart som beskrevs av M.Alves och William Wayt Thomas. Hypolytrum leptocalamum ingår i släktet Hypolytrum och familjen halvgräs. Inga underarter finns listade i Catalogue of Life.